# 사스 에메셰
사스 에메셰 유디트(헝가리어: Szász Emese Judit, 1982년 9월 7일~)는 헝가리의 펜싱 선수로 주 종목은 에페이다.
2006년 세계 펜싱 선수권 대회 준결승전에서 에스토니아의 이리나 엠브리흐에게 패한 뒤 동메달을 획득하였다. 그녀는 베이징에서 열린 2008년 하계 올림픽의 여자 에페 개인전에 참가하였으나 16강에서 탈락하였다. 2012년 차츠는 런던에서 열리는 2012년 하계 올림픽의 여자 에페 개인전에 참가하였으나 32강에서 최인정에게 패하며 탈락하였다. 4년 후인 2016년 하계 올림픽에서는 그 동안의 부진을 씻고 금메달을 획득하였다.